# Оксепін
Оксепі́н – хімічна речовина, кисневмісна гетероциклічна сполука, семичленний цикл якої містить один атом кисню, а також три подвійних зв'язки. Оксепін існує у вигляді рівноважної суміші із бензен оксидом[уточнити]. Хімічна рівновага між двома формами (оксепіновою та бензеноксидною) може бути зміщена залежно від замісників, присутніх у молекулі. Оксепіни не мають ароматичних властивостей.

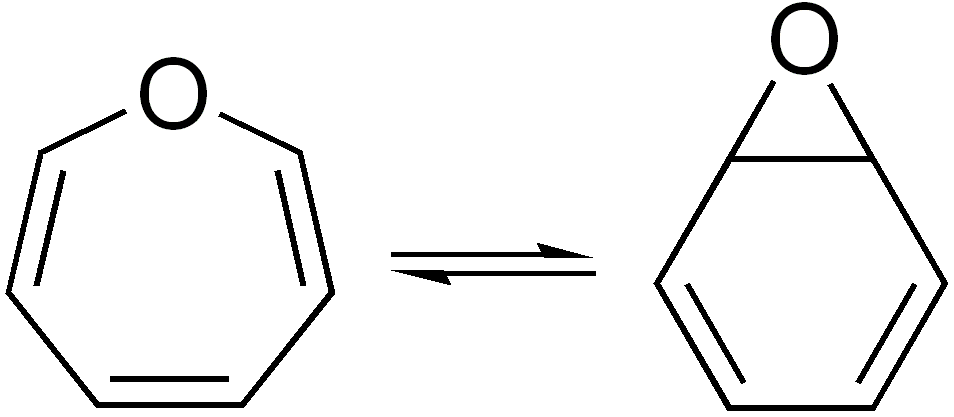
Оксепін-бензеноксидна рівновага